# Simulium ornatum
Simulium ornatum är en tvåvingeart som först beskrevs av Johann Wilhelm Meigen 1818.  Simulium ornatum ingår i släktet Simulium och familjen knott. Arten är reproducerande i Sverige. Inga underarter finns listade i Catalogue of Life.

## Bildgalleri

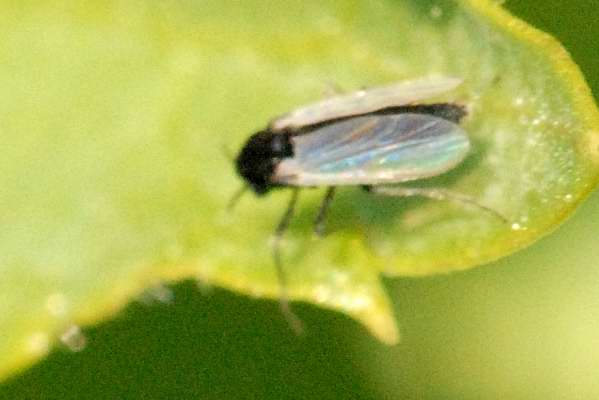